# Burg Weihungszell
Die Burg Weihungszell ist eine abgegangene Burg in Weihungszell, Ortsteil der Gemeinde Schwendi im Landkreis Biberach in Baden-Württemberg. 
Von der ehemaligen Burganlage an Stelle der Ortskapelle ist nichts erhalten.